# Итларь (станция)
Итларь — железнодорожная станция Ярославского региона Северной железной дороги, находящаяся в деревне Итларь Ростовского района Ярославской области.

## Деятельность
Коммерческие операции, выполняемые на станции:
- продажа пассажирских билетов[2];
- приём и выдача багажа[2].

## Инфраструктура
На станции 20 светофоров, 10 стрелочных переводов, пассажирское здание и склад ПЧ.
В середине станции расположены боковая и островная пассажирские платформы.
Посадочные платформы не оборудованы турникетами, перронный контроль не осуществляется.

## Характеристика путевого развития
| №  | Назначение путей                                                                             | Стрелки, ограничивающие путь | Стрелки, ограничивающие путь | Полезная длина | Вместимость в условных вагонах | Наличие на пути  | Наличие на пути | Наличие на пути   |
| №  | Назначение путей                                                                             | от                           | до                           | Полезная длина | Вместимость в условных вагонах | Электр. изоляции | Конт. сети      | Устр. АЛСН / САУТ |
| -- | -------------------------------------------------------------------------------------------- | ---------------------------- | ---------------------------- | -------------- | ------------------------------ | ---------------- | --------------- | ----------------- |
| I  | Главный. Приём, отправление и пропуск пассажирских и грузовых поездов нечётного направления. | 6                            | 7                            | 962            | 66                             | есть             | есть            | есть / есть       |
| II | Главный. Приём, отправление и пропуск пассажирских и грузовых поездов обоих направлений.     | 10                           | 5                            | 973            | 67                             | есть             | есть            | есть / есть       |
| 3  | Приемо-отправочный пассажирских и грузовых поездов нечётного направления.                    | 8                            | 9                            | 847            | 58                             | есть             | есть            | есть / есть       |
| 4  | Приемо-отправочный пассажирских и грузовых поездов обоих направлений.                        | 10                           | 5                            | 987            | 68                             | есть             | есть            | есть / есть       |
| 5  | Приемо-отправочный пассажирских и грузовых поездов нечётного направления.                    | 8                            | 9                            | 849            | 58                             | есть             | есть            | есть / есть       |

Схематический план ст. Итларь

## Движение по станции
Через станцию проходит более 50 поездов в сутки в пригородном, местном и дальнем следовании.

### Дальнее сообщение
Поезда дальнего следования на станции не останавливаются. В сутки через станцию проходит около 20 пар поездов в дальнем следовании.

### Пригородное сообщение
Станция является остановочным пунктом для всех пригородных поездов. На станции останавливаются 10 пригородных поездов в сутки, из них 5 по направлению на Ярославль-Главный, 3 по направлению на Александров, 1 по направлению на Балакирево, 1 по направлению на Рязанцево. Время движения от Ярославля-Главного около 2 часов 8 минут, от станции Александров I около 1 часа 37 минут.

## Прилегающие перегоны

### Нечётное направление
- Итларь — Беклемишево, 6,9 км, двухпутный электрифицированный. По I главному пути односторонняя автоматическая блокировка для движения нечётных поездов; по II главному пути односторонняя автоматическая блокировка без проходных светофоров для движения чётных поездов. Перегон оборудован устройствами для движения поездов по неправильному пути по сигналам АЛСН. Вблизи нечётной горловины станции расположен охраняемый железнодорожный переезд на пересечении с автодорогой.

### Чётное направление
- Итларь — Сильницы, 8,3 км, двухпутный электрифицированный. По II главному пути односторонняя автоматическая блокировка для движения чётных поездов; по I главному пути односторонняя автоматическая блокировка без проходных светофоров для движения нечётных поездов. Перегон оборудован устройствами для движения поездов по неправильному пути по сигналам АЛСН.